# Oberiberg
Oberiberg är en ort och kommun i distriktet Schwyz i kantonen Schwyz, Schweiz. Kommunen har 896 invånare (2023).